# ماروین بودری
ماروین بودری (انگلیسی: Marvin Baudry؛ زادهٔ ۲۶ ژانویهٔ ۱۹۹۰) بازیکن فوتبال اهل جمهوری کنگو است.
از باشگاه‌هایی که در آن بازی کرده‌است می‌توان به باشگاه فوتبال زولته وارخم و باشگاه ورزشی آمیان اشاره کرد.
وی همچنین در تیم ملی فوتبال کنگو بازی کرده‌است.